# AD Tournón de San Isidro
La Asociación Deportiva Tournón fue un club de fútbol de Costa Rica, con sede en el cantón de San Isidro. Fue fundado en 1975 y jugó en Tercera División y (2.ª. División B de ANAFA) y Liga de Ascenso. Es uno de los equipos con más tradición en la provincia de Heredia.

## Historia
Fue uno de los segundos clubes de Costa Rica en formarse. Fundado en el cantón de San Isidro, con el nombre de A.D. Tournón tuvo una larga participación en los Torneos Distritales y la 3.ª. División. El Club comienza en las décadas de los 70´s a disputar los torneos amistosos y oficiales.
Entre tanto, el equipo isidreño participaba en el campeonato provincial. Véase como a la par del campeonato nacional aficionado (FEDEFUTBOL), el club competía en campeonatos de la provincia de Heredia y organizaba, o apoyaba, campeonatos interdistritales.
A inicios de 1980 es que el club ingresó en el fútbol organizado. Y fueron quince años en que el equipo militó en aquella categoría por la provincia de Heredia.
Para 1984 se da un caso atípico, ya que el club que logra el título distrital y cantonal de Tercera División de Ascenso por ANAFA es la Asociación Deportiva Tournón. Pero por asuntos resueltos por la comisión de competición, la Asociación Deportivo Quesada sigue la eliminatoria provincial; jugando contra la representación de Santa Bárbara, A.D. Santo Domingo, Selección de Barrio San José en San Pablo de Heredia, Independiente de la Rusia de San Joaquín y Fátima de La Ribera de Belén.
Y los del Quesada logran acceder a la cuadrangular final por Heredia contra El Municipal Barva (Rebeldes), Barrealeña de Ulloa (campeón provincial) y Club Deportivo Alexander Campos de San Rafael.
Fue hasta 1986 que los tournonseños vuelven a la carga y son nuevamente los campeonnes y juegan contra San José de La Montaña en Barva, Independiente de Flores, Miraflores de San Pablo, Yurusty de Santo Domingo, Bravo de San Rafael, C.D. Estrella del Sur, San Isidro de Belén y Barrealeña (Campeón provincial y nacional).
En 1987, para la eliminatoria cantonal fue el goleador de La Zaka (San Francisco) Jorge Villalobos "manzano"  quien desvaneció las esperanzas del club tournón de alcanzar un título de 3.ª. División. Como dato importante Jorge Villalobos fue jugador de las promesas de Heredia (1981), Municipal Liberia en segundas divisiones (1982) y en terceras divisiones con San Josecito de San Isidro anota once tantos, logrando el goleo de aquel campeonato provincial (1985).
Ahí debutaba por segunda ocasión los machadenses (Fusión A.D. Santa Barbara) que no clasificaba desde 1976. Y el seleccionado de La Puebla, el cual no se le permitía jugar los campeonatos distritales y cantonales en San Pablo de Heredia, hasta 1983.
En 1995 la A.D.Tournón logró su primer título provincial y juega la cuadrangular final ante CONAPROSAL de Abangares, Cartagena de San Cruz y Ciudad Colón. Sin embargo los isidreños no ascienden a la Liga superior de ANAFA.
Los josefinos de Ciudad Colón son los campeones nacionales y también subieron de categoría la A.D. Corredores, Santander de Desamparados, La Francia de Siquirres, Garita de Santa Cruz y A.D. Costa Rica de Pacayas.
Es en la temporada 1996-97 que la AD. Tournón de San Isidro logra el título cantonal y juega su segunda cuadrangular final provincial de Tercera División. Y nuevamente se corona campeón.
En aquella fase Tournón le gana al campeón por Alajuela; pasando en su grupo con el representante de Escazú, por la Región 8 de San José. Ahí quedaron cero por cero de visita en Escazú y uno por cero en casa (Estadio de Concepción de San Isidro). Ascendiendo San Isidro a la Segunda División B de ANAFA con la A.D. Matineña de Limón, A.D. Morales de Cachí de Cartago, Agro Salitrales de Pérez Zeledón, Moracia de Liberia, Cabuya de Nicoya y Esparza de Puntarenas. 
En la temporada 1998-99 en Segunda División de B de ANAFA es subcampeón nacional perdiendo la final frente a Ciudad Colón.
En la temporada 2000-01 logra el pase a la Segunda División de Costa Rica y juega en esa categoría hasta la temporada 2003-04.

## Uniformes
- Uniforme titular: Camiseta azul y ribetes blancos, pantalón blanco, medias azules
- Uniforme alterno: Camiseta blanca, pantalón azul, medias blancas.

## Estadio
La cancha oficial del club es el Estadio de Concepción de San Isidro del mismo distrito.

## Ascenso
- Liga de Tercera División de Ascenso por ANAFA 1983
- Segunda División B de Ascenso por ANAFA 1997

## Palmarés

### Torneos Nacionales
- Segunda División B de ANAFA (1): 2000- 01
- Subcampeón Segunda División B de ANAFA (1): 1998- 99
- Campeón Nacional de Tercera División por ANAFA Heredia (2): 1995- 96